# 일본열도 동물들의 이야기
《일본열도 동물들의 이야기》(일본어: 日本列島 いきものたちの物語)는 2012년 2월 4일 개봉한 일본의 다큐멘터리 영화이다.

## 개요
NHK 직원이 약 2년반의 기간에 촬영·제작한 일본 열도를 무대로 동물의 생태를 촬영한 영화이다. 프로듀서는 이치세 타카히사 감독과 NHK 엔터프라이즈가 협력, 총 25명의 촬영감독이 일본 전국 30곳에서 2년 반에 걸쳐 촬영을 하였다.
캐치프레이즈는 〈함께 살아있다.〉 〈기적의 섬 일본 열도에 넘치는, 생물들의 가족 사랑.〉
전국 473개 스크린에서 개봉되어 2012년 2월 4일, 5일의 첫날 2일간으로 흥행 수입 8,021만 4,800엔, 6만 8,228명을 동원하여 영화 관객 동원 랭킹 (흥행 통신사 조사)에 첫 등장 3위에 랭킹되었다. 관객층은 여성층이 압도적으로 피어 첫날 만족도 랭킹 (피어 영화 생활 조사)에서도 1위를 차지했다.

## 출연
- 아이바 마사키 : 내레이션
- 나가사와 마사미 : 내레이션
- 쿠로키 히토미 : 내레이션
- 고리 : 내레이션

## 스태프
- 감독 : 이데타 케이조
- 제작 : 이치카와 미나미, 핫토리 히로시, 하마나 카즈야, 사토 스미, 마치다 토모코, 타카하시 마코토, 키타노 히로아키, 타츠미 류이치, 카토 나오츠구, 모리코시 타카후미, 마츠모토 테츠야
- 이그제큐티브 프로듀서 : 이치세 타카히사
- 프로듀서 : 요시다 류, 야마우치 아키히로
- 공동 프로듀서 : 엔도 가쿠, 오노 타이요
- 조감독 : 쿠보지마 메구미
- 촬영 : 이와고 미츠아키, 시마다 타다시, 나카무라 이쿠오, 후치가미 켄 외 25명
- 편집 : 사와무라 노부토
- 음악 : 핫토리 타카유키
- 음악 프로듀서 : 키타하라 쿄코
- 음향 효과 : 야노 마사토
- 제작 스튜디오 : 오즈, NHK 엔터프라이즈
- 제작 협력 : 영화 〈일본열도 동물들의 이야기〉 제작위원회(도호, 덴츠, TBS TV, NHK 엔터프라이즈, 오즈, 아사히 신문사, KDDI, Yahoo! JAPAN, 마이니치 방송, 주부 닛폰 방송, RKB 마이니치 방송, 홋카이도 방송)
- 배급 : 도호

## 주요 촬영지
- 홋카이도 시레토코반도 - 불곰
- 홋카이도 구시로 습원 - 북극 여우
- 홋카이도 왓카나이
- 홋카이도 다이세쓰산
- 홋카이도 에리모미사키 - 물개
- 아오모리현 시모키타반도 - 원숭이
- 나가노현 지고쿠다니온천
- 니가타현 이토이가와
- 시로우마다케
- 후쿠시마현 후쿠시마
- 군마현 수상고원
- 후지산
- 도쿄도 오가사와라제도
- 미에현 마츠자카
- 효고현 롯코산지 - 우리보우
- 나가사키현 고토열도 - 사슴
- 미야자키현 노베
- 가고시마현 아쿠네
- 가고시마현 야쿠시마 - 원숭이
- 오키나와 이리오모테섬

## 텔레비전 방송
2016년 1월 2일, TBS 10:00 - 11:45 (JST)에서 〈신춘 영화 특별 기획〉으로 지상파 첫 방송 되었다.